# Il rosso e il blu
Il rosso e il blu è un film italiano del 2012 diretto da Giuseppe Piccioni.
Il film è stato distribuito nelle sale italiane il 21 settembre 2012, dopo la presentazione in anteprima del 17 agosto 2012..
Il film è ambientato nella scuola media statale "Alessandro Manzoni" di Roma.

## Trama
Inizia l'anno scolastico in un liceo romano diretto da una giovane preside alle prese con le difficoltà di un budget limitato, che esce dal rigore dalla propria efficienza man mano che si prende la responsabilità di uno studente con gravi difficoltà familiari, con una premura ed un'attenzione destinate a lasciare il segno nel ragazzo.
L'anziano professore di storia dell'arte, Fiorito, animoso e autorevole, che ha perduto tutto l'entusiasmo per il proprio lavoro e non crede più nella buona funzione della scuola, si contrappone al giovane supplente di lettere, il professor Prezioso, giunto all'istituto carico di sicurezza e grandi propositi.
Di fronte agli alunni delle ultime generazioni, l'uno sorvola su tutte le difficoltà con toni sarcastici ed atteggiamenti stravaganti, annoiato dalla loro opacità e dal loro scetticismo, e l'altro sembra procurarsi soltanto dispiaceri, disarmato dalla loro ambiguità e dal loro disincanto.
Alla fine il primo ritroverà un barlume di entusiasmo per il proprio lavoro attraverso l'inaspettato incontro con una ex alunna, sensibile e piena di voglia di vivere, che gli è profondamente riconoscente per il suo carisma didattico e personale, e l'altro finirà per trovare i toni e lo slancio efficaci per stimolare i ragazzi alla curiosità culturale.
Anche fuori dal contesto scolastico, la forza delle relazioni umane s'impone positivamente sugli sbandamenti individuali e collettivi, quando la relazione tesa e contraddittoria tra uno dei migliori alunni ed un'affascinante ragazza sta per sfociare in una tragedia che il padre del ragazzo risolve con generoso equilibrio e fermezza.
L'ultimo giorno di scuola, dal cortile dell'istituto il giovane professore Prezioso cerca sulla strada adiacente una delle sue alunne per la premura di restituirle una penna, ed i loro sguardi, fuori del contesto scolastico e sotto il sole dell'estate, s'incontrano sul tenue filo che tiene ancora in vita le relazioni umane, quindi la cultura e la scuola.

## Premi e riconoscimenti
- 2013 - David di Donatello
  - Candidatura come Migliore attore protagonista a Roberto Herlitzka
- 2013 - Nastro d'argento
  - Candidatura come Migliore produttore a Donatella Botti
  - Candidatura come Migliore sceneggiatura a Giuseppe Piccioni e Francesca Manieri
- 2013 - Ciak d'oro[2]
  - Ciak - Alice Giovani a Giuseppe Piccioni
- 2013 - Bari International Film Festival
  - Premio Vittorio Gassman per il miglior attore protagonista a Roberto Herlitzka